# Selección de fútbol playa de Libia
La Selección de fútbol playa de Libia es el equipo que representa al país en la Copa Mundial de Fútbol Playa de FIFA y en el Campeonato de Fútbol Playa de la CAF; y es controlada por la Federación de Fútbol de Libia.

## Estadísticas

### Copa Mundial de Fútbol Playa FIFA
| Copa Mundial de Fútbol Playa FIFA | Copa Mundial de Fútbol Playa FIFA | Copa Mundial de Fútbol Playa FIFA | Copa Mundial de Fútbol Playa FIFA | Copa Mundial de Fútbol Playa FIFA | Copa Mundial de Fútbol Playa FIFA | Copa Mundial de Fútbol Playa FIFA | Copa Mundial de Fútbol Playa FIFA |
| Año                               | Ronda                             | J                                 | G                                 | G+                                | P                                 | GF                                | GC                                |
| --------------------------------- | --------------------------------- | --------------------------------- | --------------------------------- | --------------------------------- | --------------------------------- | --------------------------------- | --------------------------------- |
| 2005 - 2008                       | No participó                      | No participó                      | No participó                      | No participó                      | No participó                      | No participó                      | No participó                      |
| 2009                              | No clasificó                      | No clasificó                      | No clasificó                      | No clasificó                      | No clasificó                      | No clasificó                      | No clasificó                      |
| 2011                              | No clasificó                      | No clasificó                      | No clasificó                      | No clasificó                      | No clasificó                      | No clasificó                      | No clasificó                      |
| 2013                              | No clasificó                      | No clasificó                      | No clasificó                      | No clasificó                      | No clasificó                      | No clasificó                      | No clasificó                      |
| 2015                              | Se retiró                         | Se retiró                         | Se retiró                         | Se retiró                         | Se retiró                         | Se retiró                         | Se retiró                         |
| 2017                              | No clasificó                      | No clasificó                      | No clasificó                      | No clasificó                      | No clasificó                      | No clasificó                      | No clasificó                      |
| 2019                              | No clasificó                      | No clasificó                      | No clasificó                      | No clasificó                      | No clasificó                      | No clasificó                      | No clasificó                      |
| 2021                              | Se retiró                         | Se retiró                         | Se retiró                         | Se retiró                         | Se retiró                         | Se retiró                         | Se retiró                         |
| 2023                              | Se retiró                         | Se retiró                         | Se retiró                         | Se retiró                         | Se retiró                         | Se retiró                         | Se retiró                         |
| Total                             | 0/12                              | -                                 | -                                 | -                                 | -                                 | -                                 | -                                 |

### Copa Africana de Naciones de Fútbol Playa
| Copa Africana de Naciones de Fútbol Playa | Copa Africana de Naciones de Fútbol Playa | Copa Africana de Naciones de Fútbol Playa | Copa Africana de Naciones de Fútbol Playa | Copa Africana de Naciones de Fútbol Playa | Copa Africana de Naciones de Fútbol Playa | Copa Africana de Naciones de Fútbol Playa | Copa Africana de Naciones de Fútbol Playa |
| Año                                       | Ronda                                     | J                                         | G                                         | G+                                        | P                                         | GF                                        | GC                                        |
| ----------------------------------------- | ----------------------------------------- | ----------------------------------------- | ----------------------------------------- | ----------------------------------------- | ----------------------------------------- | ----------------------------------------- | ----------------------------------------- |
| 2006 - 2008                               | No participó                              | No participó                              | No participó                              | No participó                              | No participó                              | No participó                              | No participó                              |
| 2009                                      | Fase de grupos                            | 2                                         | 0                                         | 0                                         | 2                                         | 13                                        | 13                                        |
| 2011                                      | Octavo lugar                              | 3                                         | 0                                         | 0                                         | 3                                         | 12                                        | 17                                        |
| 2013                                      | Fase de grupos                            | 3                                         | 0                                         | 0                                         | 3                                         | 11                                        | 21                                        |
| 2015                                      | Se retiró                                 | Se retiró                                 | Se retiró                                 | Se retiró                                 | Se retiró                                 | Se retiró                                 | Se retiró                                 |
| 2016                                      | Octavo lugar                              | 3                                         | 0                                         | 0                                         | 3                                         | 10                                        | 28                                        |
| 2018                                      | Octavo lugar                              | 5                                         | 1                                         | 0                                         | 4                                         | 17                                        | 30                                        |
| 2021                                      | Se retiró                                 | Se retiró                                 | Se retiró                                 | Se retiró                                 | Se retiró                                 | Se retiró                                 | Se retiró                                 |
| 2022                                      | Se retiró                                 | Se retiró                                 | Se retiró                                 | Se retiró                                 | Se retiró                                 | Se retiró                                 | Se retiró                                 |
| Total                                     | 5/11                                      | 14                                        | 1                                         | 0                                         | 13                                        | 63                                        | 109                                       |